# Liste der Kulturdenkmale in Lückersdorf
In der Liste der Kulturdenkmale in Lückersdorf sind die Kulturdenkmale des Kamenzer Ortsteils Lückersdorf verzeichnet, die bis Juli 2017 vom Landesamt für Denkmalpflege Sachsen erfasst wurden (ohne archäologische Kulturdenkmale). Die Anmerkungen sind zu beachten.

## Lückersdorf
| Bild           | Bezeichnung                                                                                        | Lage                                                                                | Datierung                  | Beschreibung | ID       |
| -------------- | -------------------------------------------------------------------------------------------------- | ----------------------------------------------------------------------------------- | -------------------------- | --- | -------- |
| Weitere Bilder | Denkmal für die Gefallenen des Ersten Weltkrieges                                                  | Am Walberg (Karte)                                                                  | Nach 1918                  | Ortsgeschichtlich von Bedeutung | 09220716 |
|                | Gebäude der ehemaligen Pumpstation mit Originalausrüstung aus der Erbauungszeit und Wasserbehälter | An den Wiesen (Karte)                                                               | 1979/1980                  | Technikgeschichtliches Zeugnis der Trinkwasserversorgung im Kamenzer Kreisgebiet, dort von singulärer Bedeutung. Gebäude mit 8,5 m × 5 m Grundfläche, Wasserbehälter 50 m³ Fassungsvermögen. Durch Wasserbehälter fließt zurzeit Rohwasser aus den Quellen im Katzenbusch (etwa 700 bis 800 m südwestlich vom Grundstück) durch eine Entleerungsleitung weiter bis zum Oberteich an der Hauptstraße. Originalausstattung im Gebäude: zwei Druckkessel, ein Kompressor, drei Reinwasserpumpen, ein AEGIR-Steuerschrank, diverse Armaturen und Verkabelungen. Anlage ist drucklos (Wasser) und stromlos. Außen wieder begrünter Hügel mit Lüftung über Wasserbehälter sichtbar. Gebäude in gutem Erhaltungszustand. Im Kreisgebiet von einzigartiger Bedeutung, weil keine weiteren derartigen Anlagen im Originalzustand und Komplexität erhalten. Pumpwerk errichtet für zentrale Trinkwasserversorgung in Lückersdorf, bis 1994 in Betrieb, danach von neuer Verbindungsleitung ersetzt und Außerbetriebnahme, seitdem ungenutzt, (Planung der Einbindung des Objektes in „Wanderweg Wasser“). | 09300939 |
|                | Wegestein                                                                                          | Häslicher Weg (Ecke Kamenzer Straße) (Karte)                                        | 19. Jahrhundert            | Verkehrsgeschichtlich von Bedeutung, Granit | 09223215 |
|                | Gedenkstein Jahn-Eiche (Gedenkstein für den „Turnvater“ Friedrich Ludwig Jahn, mit Einfriedung)    | Kamenzer Straße 4 (bei) am ehemaligen Gasthof Lückersdorf (Unterer Gasthof) (Karte) | Um 1930 aufgestellt        | Am Fuße einer Eiche aufgestellt, Einfriedung bestehend aus vier Granitpfosten mit kunstgeschmiedeten Ketten und ebenerdigen Granitbordsteinen, orts- und personengeschichtlich von Bedeutung. Als Gedenkstätte errichtete kleine Anlage in unmittelbarer Nähe des Unteren Gasthofes, am Ufer des Langen Wassers. Zum 150. Geburtstag des F. L. Jahn wurde an dieser Stelle eine Eiche gepflanzt, vermutlich an diesem Ort, weil davor liegender freier Platz als Sportplatz genutzt wird. Gedenkstein restauriert, mit Inschrift: „Jahn-Eiche, 11.8., 1778–1928“. | 09303097 |
|                | Wohnstallhaus mit Einfriedung                                                                      | Kamenzer Straße 19 (Karte)                                                          | 1. Hälfte 19. Jahrhundert  | Obergeschoss Fachwerk verbrettert, baugeschichtlich von Bedeutung | 09223213 |
|                | Wohnstallhaus eines Dreiseithofes                                                                  | Kamenzer Straße 31 (Karte)                                                          | 1. Viertel 19. Jahrhundert | Obergeschoss Fachwerk, baugeschichtlich von Bedeutung | 09221675 |
|                | Wohnstallhaus                                                                                      | Kamenzer Straße 34 (Karte)                                                          | Um 1800                    | Obergeschoss Fachwerk, Giebel massiv, Frackdach, baugeschichtlich von Bedeutung | 09220882 |
|                | Wohnhaus                                                                                           | Kamenzer Straße 39 (Karte)                                                          | 1. Hälfte 19. Jahrhundert  | Obergeschoss Fachwerk, Südseite verputzt, Giebel verbrettert, baugeschichtlich von Bedeutung, verändert | 09221640 |
| Weitere Bilder | Obergasthof; Gasthof mit Wohnhaus, Stall, Scheune sowie Torbogen, Wassertrog und Einfriedung       | Kamenzer Straße 43 (Karte)                                                          | 1. Viertel 19. Jahrhundert | Baugeschichtlich, ortsgeschichtlich und ortsbildprägend von Bedeutung. - Wohnhaus: zweigeschossig, Krüppelwalmdach, Granittürstock - Stall: eingeschossig, Krüppelwalmdach, Dachhäuschen, Wetterfahne - Scheune: eingeschossig, Krüppelwalmdach, Hechtgaube - Einfriedungsmauer: Bruchstein, verputzt. | 09220723 |
|                | Wegestein                                                                                          | Schwosdorfer Straße (Flurstück 543) (Karte)                                         | 19. Jahrhundert            | Verkehrsgeschichtlich von Bedeutung, Granitstele mit leicht abgerundetem Abschluss | 09223214 |

## Tabellenlegende
- Bild: Bild des Kulturdenkmals, ggf. zusätzlich mit einem Link zu weiteren Fotos des Kulturdenkmals im Medienarchiv Wikimedia Commons. Wenn man auf das Kamerasymbol klickt, können Fotos zu Kulturdenkmalen aus dieser Liste hochgeladen werden:
- Bezeichnung: Denkmalgeschützte Objekte und ggf. Bauwerksname des Kulturdenkmals
- Lage: Straßenname und Hausnummer oder Flurstücknummer des Kulturdenkmals. Die Grundsortierung der Liste erfolgt nach dieser Adresse. Der Link (Karte) führt zu verschiedenen Kartendiensten mit der Position des Kulturdenkmals. Fehlt dieser Link, wurden die Koordinaten noch nicht eingetragen. Sind diese bekannt, können sie über ein Tool mit einer Kartenansicht einfach nachgetragen werden. In dieser Kartenansicht sind Kulturdenkmale ohne Koordinaten mit einem roten bzw. orangen Marker dargestellt und können durch Verschieben auf die richtige Position in der Karte mit Koordinaten versehen werden. Kulturdenkmale ohne Bild sind an einem blauen bzw. roten Marker erkennbar.
- Datierung: Baubeginn, Fertigstellung, Datum der Erstnennung oder grobe zeitliche Einordnung entsprechend des Eintrags in der sächsischen Denkmaldatenbank
- Beschreibung: Kurzcharakteristik des Kulturdenkmals entsprechend des Eintrags in der sächsischen Denkmaldatenbank, ggf. ergänzt durch die dort nur selten veröffentlichten Erfassungstexte oder zusätzliche Informationen
- ID: Vom Landesamt für Denkmalpflege Sachsen vergebene, das Kulturdenkmal eindeutig identifizierende Objekt-Nummer. Der Link führt zum PDF-Denkmaldokument des Landesamtes für Denkmalpflege Sachsen. Bei ehemaligen Kulturdenkmalen können die Objektnummern unbekannt sein und deshalb fehlen bzw. die Links von aus der Datenbank entfernten Objektnummern ins Leere führen. Ein ggf. vorhandenes Icon  führt zu den Angaben des Kulturdenkmals bei Wikidata.